# Élection du gouverneur de Bangkok de 2022
La 11e élection du gouverneur de Bangkok s'est tenue le 22 mai 2022,, soit la première depuis le coup d'État de 2014, la dernière élection démocratique remontant ainsi à 2013. Elle se tient en même temps que celle du conseil métropolitain de Bangkok.
Chadchart Sittipunt, candidat indépendant, ancien membre influent du Pheu Thai et ministre des Transports dans le gouvernement de Yingluck Shinawatra, récolte la majorité des voix (plus d'1,3 million),,, et dépasse le record de son prédécesseur élu en 2013, Sukhumbhand Paribatra du Parti démocrate, qui avait récolté plus d'1,2 million de voix. Par cette majorité absolue, il devance les candidats arrivés loin derrière, notamment le second, Suchatvee Suwansawat du Parti démocrate, et Wiroj Lakkhanaadisorn de Aller de l'Avant.
La Commission électorale confirme l'élection de Chadchart Sittipunt le 31 mai 2022,.

## Galerie

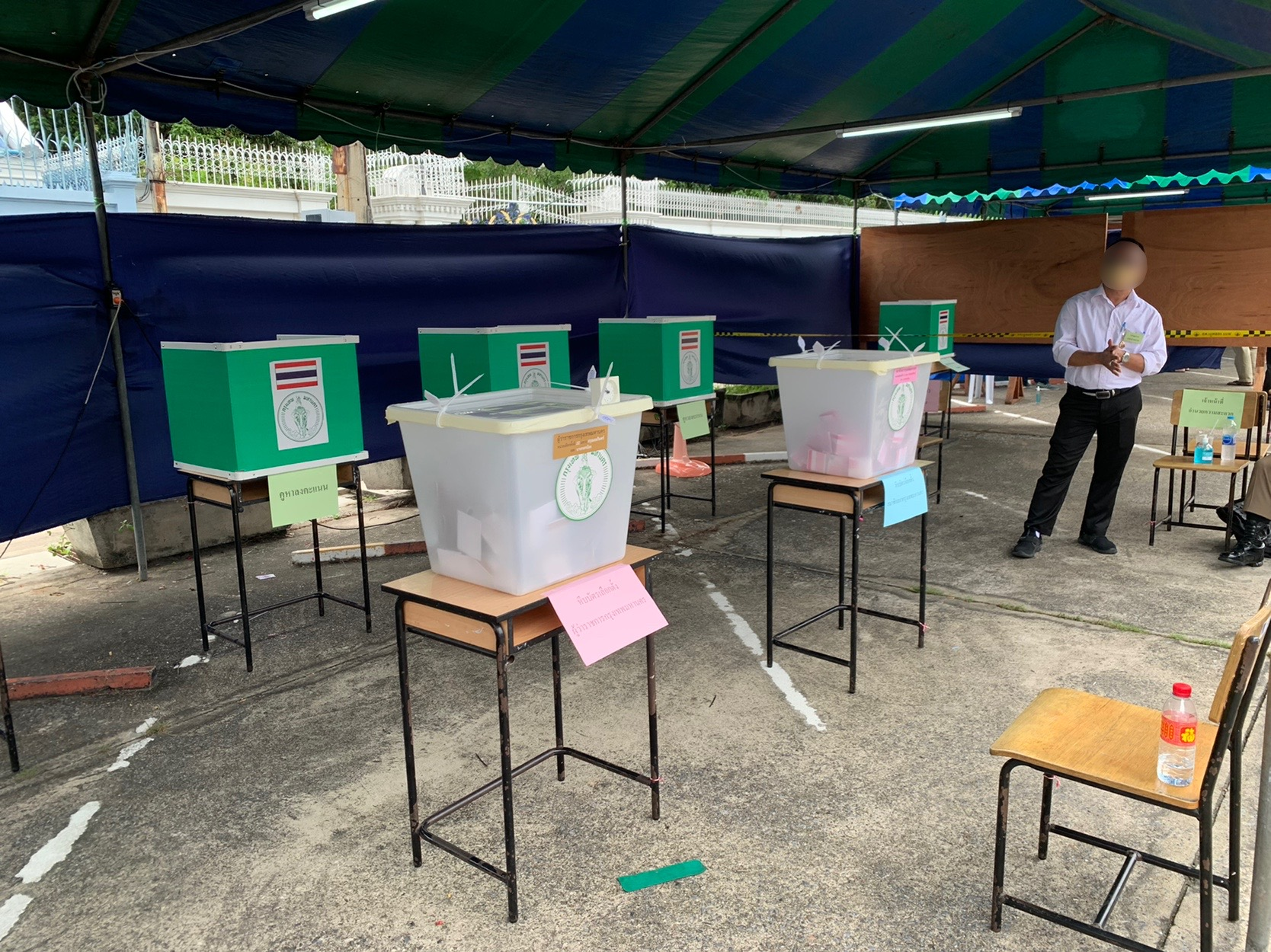
Bureau de vote : à gauche, une urne pour les bulletins de vote élisant le gouverneur ; à droite, une urne pour les bulletins de vote élisant les membres du Conseil métropolitain.
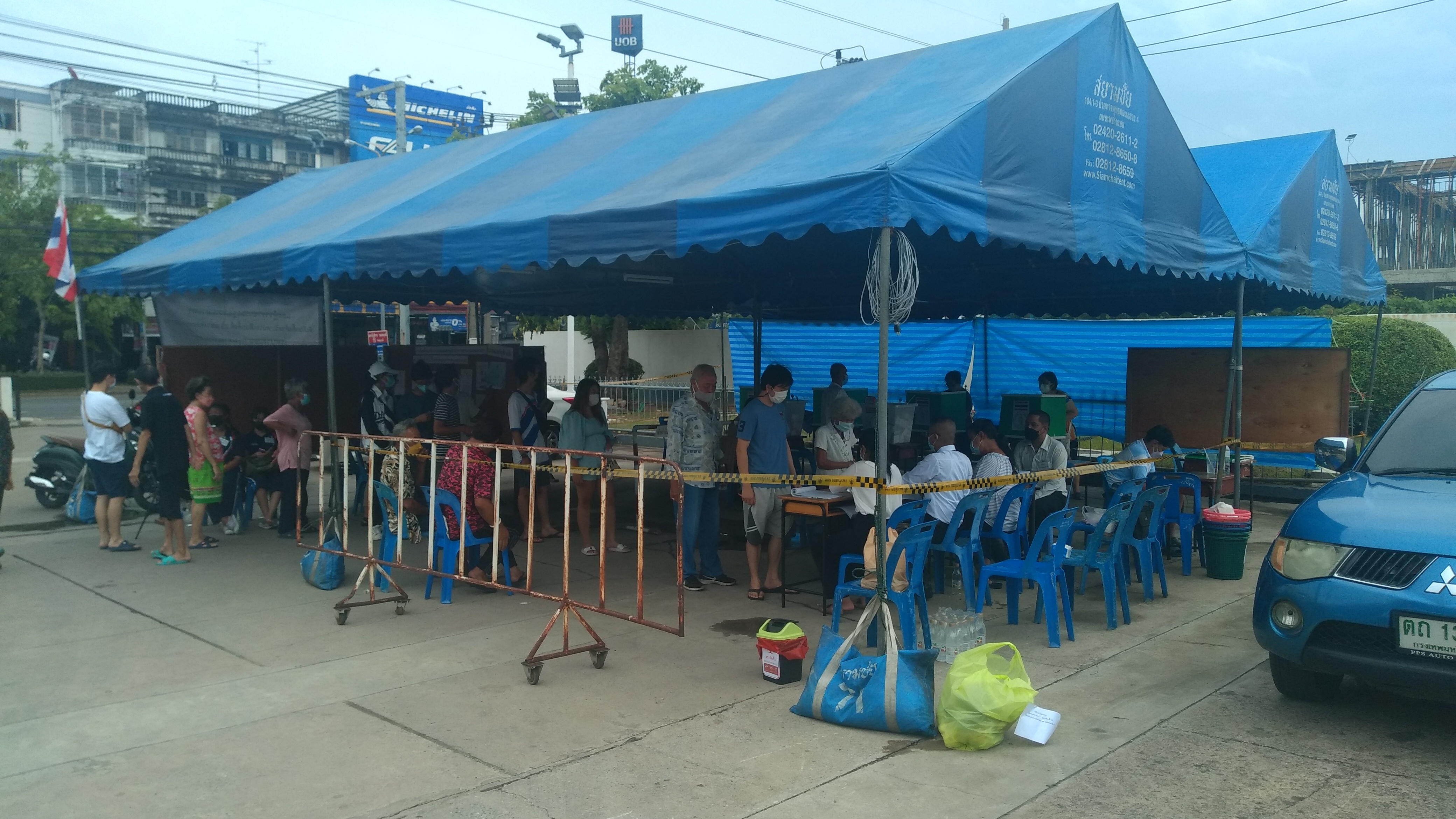
Bureau de vote à Bang Bon.
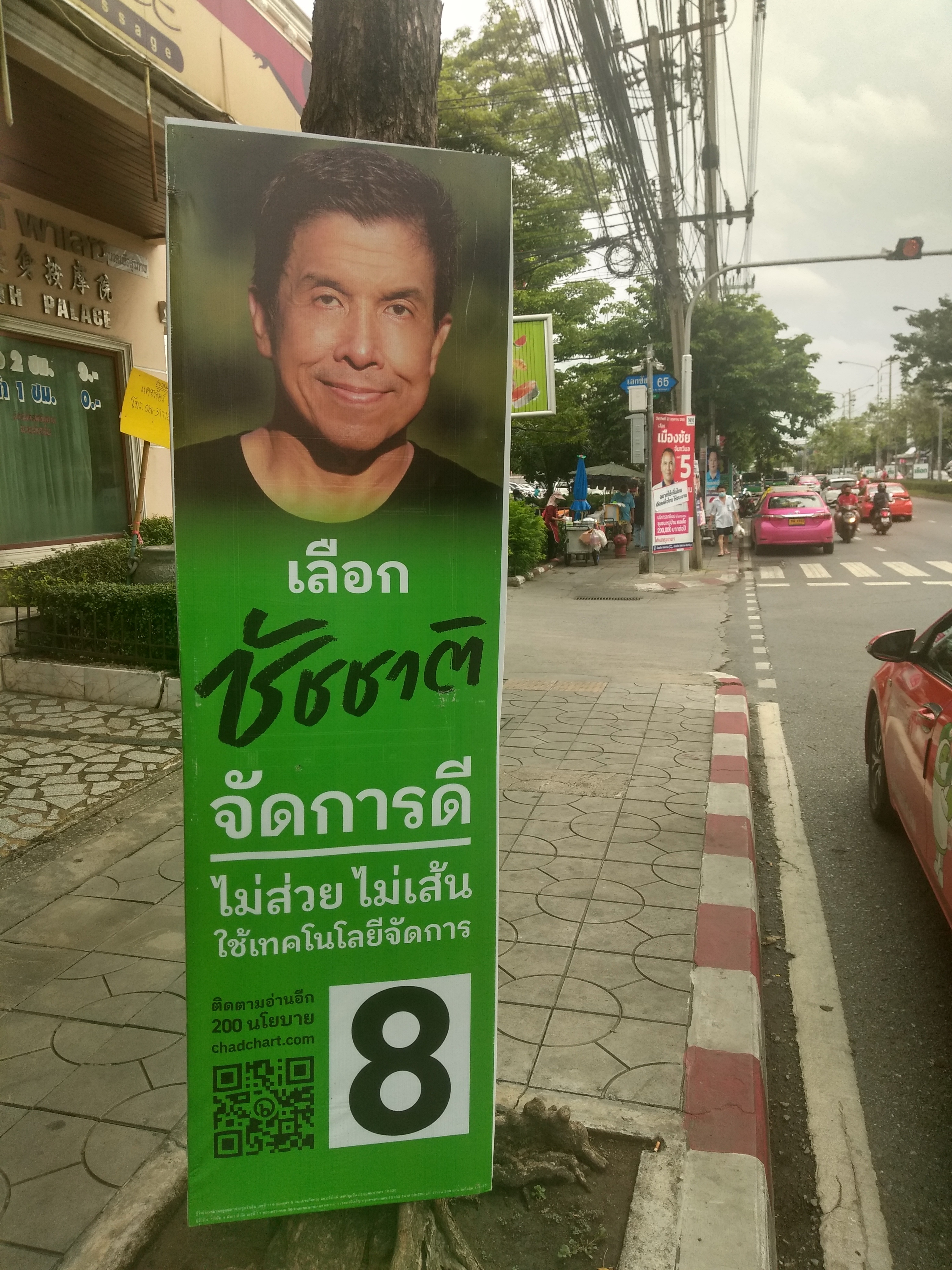
Propagande électorale de Chadchart Sittipunt, candidat indépendant, à Bang Bon.
Propagande électorale pour Thita Rangsitpol Manitkul, candidate indépendante, à Bang Bon.